# Gerard Bosch van Drakestein
Jonkheer Gerard Dagobert Hendrik Bosch van Drakestein (24 de julho de 1887 — 20 de março e 1972) foi um ciclista de pista holandês, que representou o seu país em três Jogos Olímpicos (1908, 1924 e 1928).

## Carreira
Um membro da nobreza, durante o início de sua carreira, usou alguns pseudônimos (Ulisses e Bismarck). Uma vez que ele usou seu nome verdadeiro, recebeu o apelido de Jonker, referindo-se a seu nobre título, Jonkheer. Nunca passou ao profissionalismo porque não precisava ganhar dinheiro sobre o ciclismo.
Nas Olimpíadas de Londres 1908 participou em seis provas, destacando a quarta colocação na perseguição por equipes e sétimo nos 5 km, enquanto que nas outras foi eliminado nas séries.
Em Paris 1924 participou de duas corridas, obtendo a medalha de bronze na prova de tandem, fazendo par com Maurice Peeters, e terminou em sétimo na perseguição por equipes.
Nas Olimpíadas de Amsterdã 1928, aos 41 anos, conquistou a medalha de prata na corrida de 1 km contrarrelógio por equipes. Na perseguição por equipes, com a equipe holandesa conseguiu o segundo lugar, mas só tinha o direito a medalha dos quatro primeiros ciclistas de cada país para atingir a meta, e ele foi o quinto, por isso, ficou sem uma medalha.